# Andreu Audet
Andreu Audet i Puig (1868 - Barcelona, 1938) fue un arquitecto modernista titulado en 1891. Arquitecto municipal de Barcelona. Se especializó en la construcción de teatros y salas de espectáculos.
Obras principales en Barcelona:

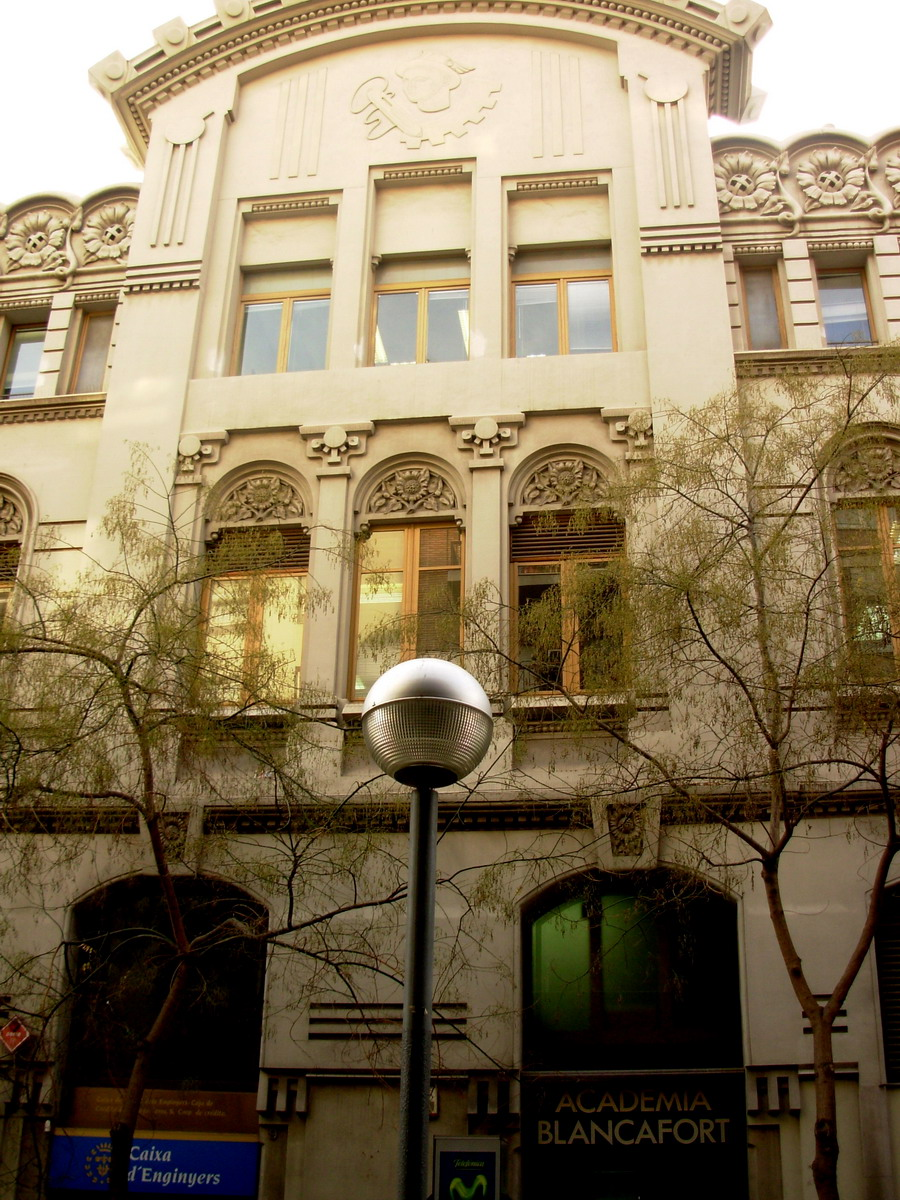
Antigua editorial Seguí (1912)

- (1893) Conjunto de casas en el pasaje Isabel con c / Farigola y c / Sant Camil
- (1899) Concepció Mas de Pelegrí, c / Astúries, 28
- (1900) casa Baldomer Rovira en la c / Rosselló, 247
- (1901) teatro Apolo, av. del Paralelo, 59. Totalmente transformado.
- (1902) Hotel Colón. Plaza Cataluña. Desaparecido.
- (1903) sala Edén Concert en la c / Nou de la Rambla, 12. Desaparecido
- (1903) teatro Onofri-desaparecido-av. Paralelo.
- (1904) casa Josep Sabadell en la rambla del Prat, 9
- (1911) Casino de la Rabassada
- (1912) editorial M. Seguí en el Torrent de l'Olla, 9 - c / Bonavista, 30, que obtuvo el tercer premio en el concurso anual de edificios artísticos del Ayuntamiento de Barcelona en 1912. Actualmente está dedicado a centro de formación.